# Аояма Аярі
Аояма Аярі (10 лютого 1982) — японська плавчиня.
Учасниця Олімпійських Ігор 1996 року.
Призерка Чемпіонату світу з водних видів спорту 1998 року.
Чемпіонка світу з плавання на короткій воді 1999 року.
Призерка Пантихоокеанського чемпіонату з плавання 1995, 1997, 1999 років.
Переможниця Азійських ігор 1998 року.